# Fortuna caeca est
Fortuna caeca est è una locuzione latina che si traduce con «La fortuna è cieca».
È una espressione tratta da un passo di Cicerone che, nel Laelius de amicitia (15,54), scrive precisamente: Non enim solum ipsa Fortuna caeca est, sed eos etiam plerumque efficit caecos quos complexa est (Non solo, infatti, la fortuna è cieca essa stessa, ma per lo più rende ciechi anche coloro che abbraccia).
Il motivo è ripreso dalla commedia greca, in particolare dal Pluto di Aristofane, dove a essere cieca e a rendere ciechi è però la ricchezza. Tuttavia, il parallelismo non ne soffre in quanto la dea Fortuna dei Romani ricopre funzioni simili a quelle del dio greco Plutos. La fortuna è cieca anche per altri autori latini quali Marziale, Ovidio, Plinio il Vecchio, e Seneca. Si dissocia dal ritenere cieca la fortuna Dionisio Catone, secondo cui è l'individuo che deve imparare ad agire con raziocinio e con le dovute cautele, e quindi a essere cieco è più l'uomo che la fortuna.
In epoca moderna, il motivo torna, tra gli altri, in Shakespeare che, nell'Enrico V fa dire a Fluellen: La fortuna è dipinta cieca, con una benda sugli occhi; e in Gente in Aspromonte di Corrado Alvaro, con l'interessante variante: L'invidia ha gli occhi e la fortuna è cieca.